# Romanisation DIN
 (mars 2023).
Si vous disposez d'ouvrages ou d'articles de référence ou si vous connaissez des sites web de qualité traitant du thème abordé ici, merci de compléter l'article en donnant les références utiles à sa vérifiabilité et en les liant à la section « Notes et références ».
 (mars 2023).
Les normes de romanisation DIN sont un ensemble de standards de romanisation (translittération d’autres systèmes d’écriture avec l’alphabet latin) et de conventions d’orthographe avec l’alphabet latin adopté par le Deutsches Institut für Normung (Institut allemand de normalisation). La première romanisation DIN 1460, intitulée Transliteration kyrillischer Buchstaben, est publiée en décembre 1953,.

## Romanisations
- DIN 1460-1 – écriture cyrillique (1953-12, 1962-10, 1982-04, 2021-03, 2021-07)
- DIN 1460-2 - écriture cyrillique des langues non slaves (2010-03, 2011-10)
- DIN 31634 - écriture grecque (1982-04, 2009-06, 2011-10)
- DIN 31635 - écriture arabe (1982-04, 2011-07)
- DIN 31636 (en) - écriture hébreu (2006-02, 2011-01, 2018-10)
- DIN 32706 - écriture arménienne (2010-01)
- DIN 32707 - écriture géorgienne (2010-01)
- DIN 32708 - écriture japonaise (2014-08)
- DIN 33903 - écriture tamoule (2016-02)
- DIN 33904 - écriture devanagari (2018-10)